# Leiosaurus
Genre
Leiosaurus est un genre de sauriens de la famille des Leiosauridae.

## Répartition
Les espèces de ce genre se rencontrent en Argentine, au Brésil et au Paraguay.

## Liste des espèces
Selon The Reptile Database (21 mars 2013) :
- Leiosaurus bellii Duméril & Bibron, 1837
- Leiosaurus catamarcensis Koslowsky, 1898
- Leiosaurus jaguaris Laspiur, Acosta & Abdala, 2007
- Leiosaurus paronae (Peracca, 1897)

## Publication originale
- Duméril & Bibron, 1837 : Erpétologie Générale ou Histoire Naturelle Complète des Reptiles. Librairie. Encyclopédique Roret, Paris, vol. 4, p. 1-570 (texte intégral).